# Île de Bastøy
L'île de Bastøy est une île de Norvège située au sud d'Oslo dans le fjord d'Oslo.

## Description
Elle est rattachée au comté de Vestfold, et fait partie de la municipalité de Horten.
Elle est connue pour la prison de Bastøy qui y est située. Le film Les Révoltés de l'île du Diable illustre la plus grande révolte qui s’y est produite contre la brutalité et l'injustice. Sur le terrain de la prison se trouve aussi l'église en pierre datant de 1902.

## Aires protégées
- Réserve naturelle de Buvika/Rødskjær créée en 1981[2].
- Zone de protection du paysage de Bastøy créée en 1985[3].

## Galerie

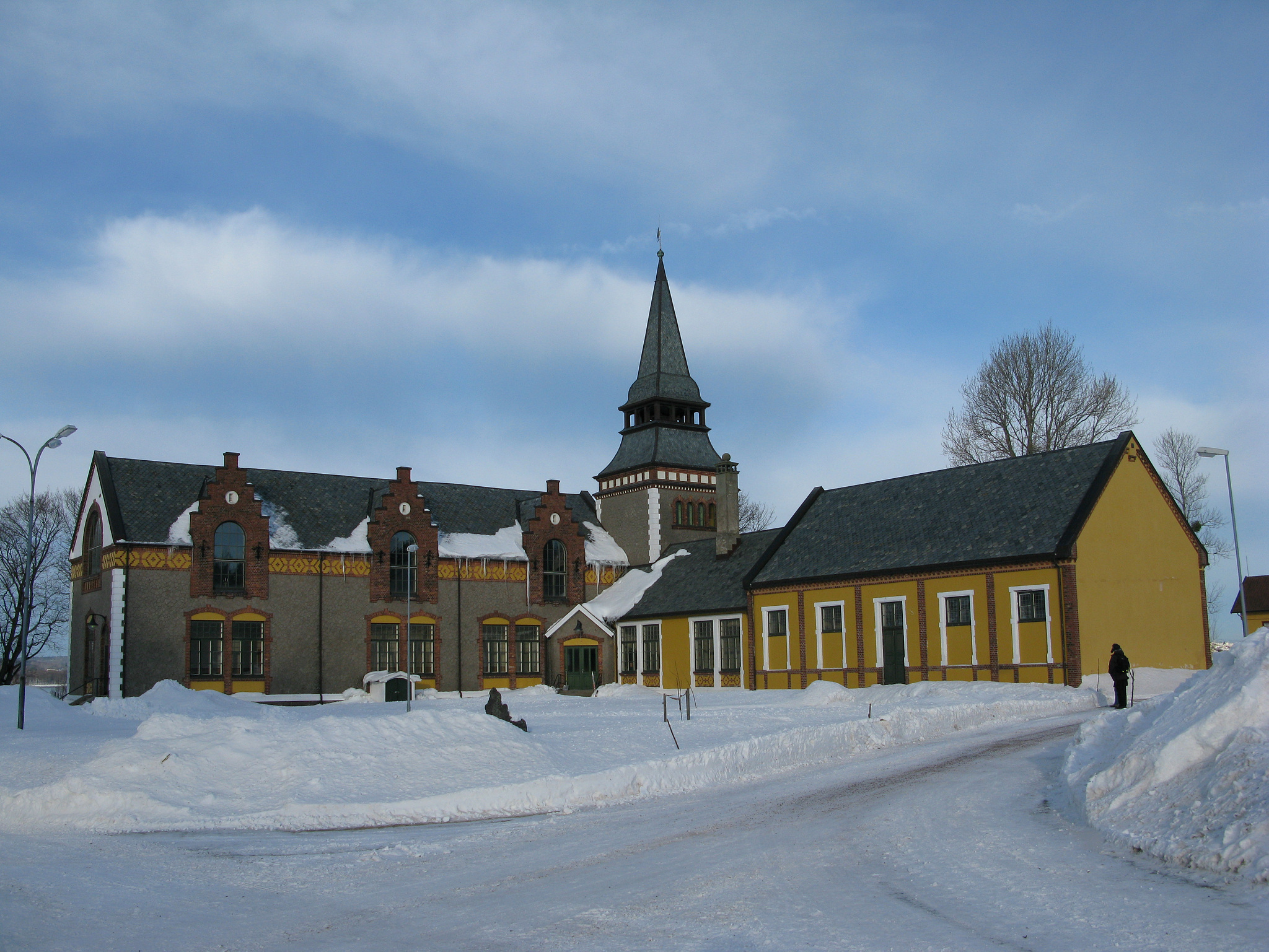
Église de Bastøy
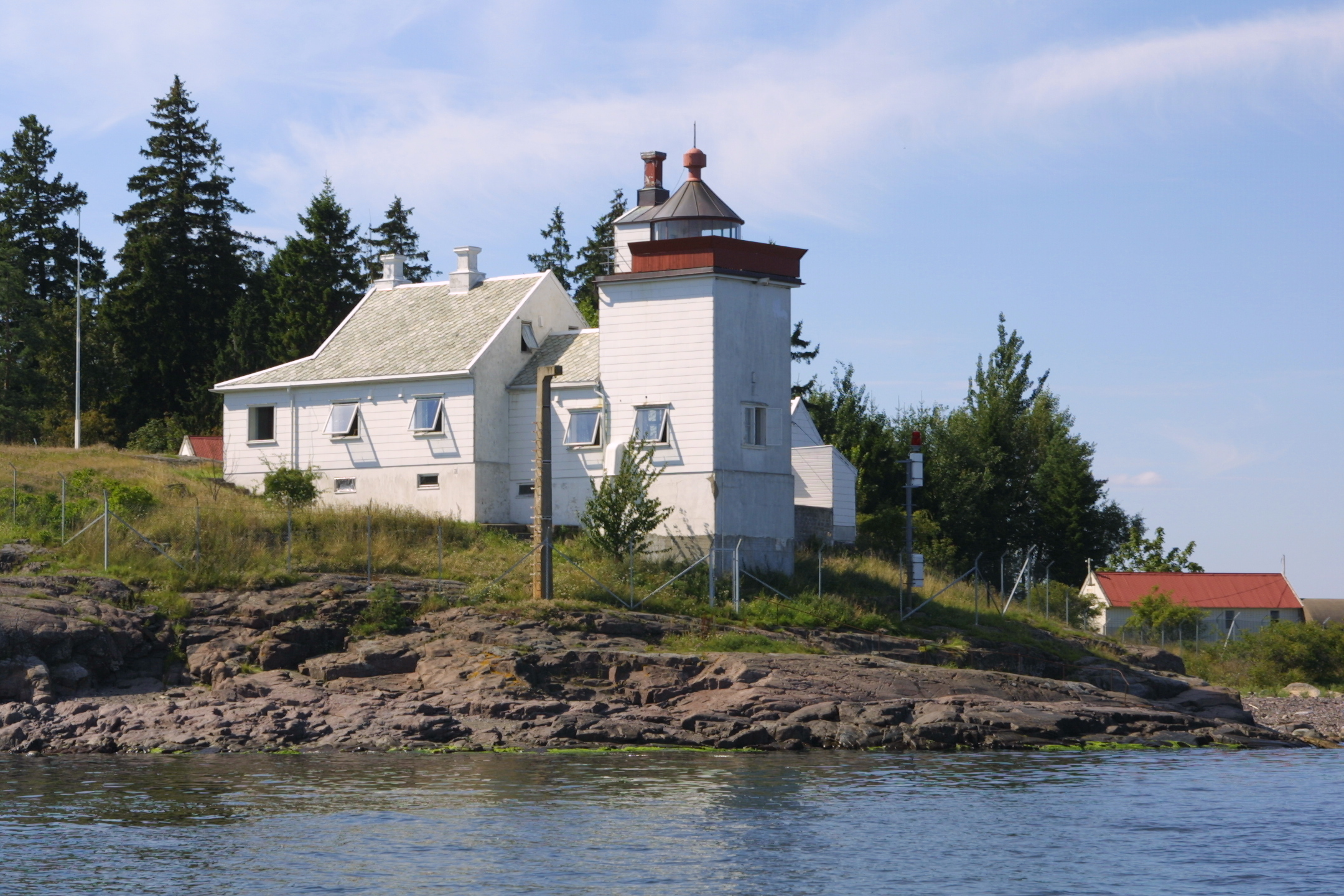
Phare de Bastøy